# Livemocha
Livemocha foi uma rede social internacional onde os usuários podiam aprender línguas através de lições audiovisuais, além de dicas e comentários enviados por outros usuários. A maioria dos cursos eram gratuitos, mas existiam opções pagas e patrocinadas (Active Course by Pearson) para alguns cursos, nas quais os usuários contavam com recursos adicionais, como tutores oficiais, possibilidade de download de arquivos e textos que explicavam a gramática da língua estudada. Em 2 de abril de 2013, o Livemocha foi vendido para o software de ensino de línguas Rosetta Stone por 8,5 milhões de dólares. E, em 22 de abril de 2016 o Rosetta Stone anuncia o fim do Livemocha.

## Idiomas
As lições estavam disponíveis em inglês americano, espanhol (castelhano), persa, francês, alemão, italiano, hindi, japonês, português brasileiro, português europeu, grego moderno, neerlandês, romeno, estoniano, búlgaro, finlandês, russo, mandarim padrão, islandês, coreano, árabe, turco, polonês, ucraniano, húngaro, croata, tcheco, eslovaco, urdu, catalão, sueco, hebraico e esperanto. O Livemocha também permitia a votação de novos idiomas para serem ensinados no serviço.

## Cursos
Os cursos eram divididos em Basic Course (Cursos Básicos) e Active Courses (Cursos Ativos). No primeiro, o usuário só conseguia dicas com a ajuda de pessoas e as revisões de seus textos e gravações de áudio eram de pessoas da comunidade. No Active Course, existiam tutores licenciados do Livemocha para ensinar o usuário, dando-lhe dicas e revisões dos textos e gravações.

### Basic Courses
O Livemocha oferecia cursos básicos dos idiomas gratuitamente. Existiam lições de texto e gravação de áudio que podiam ser avaliadas pela comunidade do Livemocha.

### Active Courses
Os Active Courses eram cursos mais elaborados, e patrocinados por empresas de ensino de idiomas como a Pearson, para o alemão, o espanhol, o francês, o inglês (EUA) e ainda o italiano. Quando contavam com tutores oficiais do Livemocha, tornavam-se pagos.